# بيغاس لونا
بيغاس لونا (بالإسبانية: Bigas Luna)‏ هو مخرج سينمائي و مصمم وفنان إسباني كتلوني ولد في يوم 19 مارس 1946 في برشلونة في كتلونيا في إسبانيا، أخرج عدة أفلام باللغات الإسبانية والإنجليزية والكتلونية والفرنسية منها فلم خامون خامون في سنة 1992، توفي في يوم 6 أبريل 2013.

## الأعمال
- خامون خامون
- صوت البحر

## روابط خارجية
- بيغاس لونا على موقع IMDb (الإنجليزية)
- بيغاس لونا على موقع ألو سيني (الفرنسية)
- بيغاس لونا على موقع تيرنر كلاسيك موفيز (الإنجليزية)
- بيغاس لونا على موقع أول موفي (الإنجليزية)
- بيغاس لونا على موقع قاعدة بيانات الأفلام السويدية (السويدية)
- بيغاس لونا على موقع إن إن دي بي (الإنجليزية)
- بيغاس لونا على موقع ديسكوغز (الإنجليزية)
- بيغاس لونا على موقع قاعدة بيانات الفيلم (الإنجليزية)
- بيغاس لونا على موقع كينوبويسك (الروسية)